# Mesalina kuri
Mesalina kuri es una especie de escincomorfos de la familia Lacertidae.

## Distribución geográfica yhábitat
Es endémica de la isla Abd al Kuri (Yemen). Su rango altitudinal oscila entre 0 y 2 m s. n. m..